# Green Oaks
Green Oaks és una vila dels Estats Units a l'estat d'Illinois. Segons el cens del 2000 tenia 3.572 habitants.

## Demografia
Segons el cens del 2000, Green Oaks tenia 3.572 habitants, 1.079 habitatges, i 977 famílies. La densitat de població era de 344,8 habitants/km².
Dels 1.079 habitatges en un 52,5% hi vivien nens de menys de 18 anys, en un 86,2% hi vivien parelles casades, en un 3,4% dones solteres, i en un 9,4% no eren unitats familiars. En el 7,6% dels habitatges hi vivien persones soles el 2,2% de les quals corresponia a persones de 65 anys o més que vivien soles. El nombre mitjà de persones vivint en cada habitatge era de 3,26 i el nombre mitjà de persones que vivien en cada família era de 3,44.
Per edats la població es repartia de la següent manera: un 33,4% tenia menys de 18 anys, un 4,2% entre 18 i 24, un 28,1% entre 25 i 44, un 27,2% de 45 a 60 i un 7,1% 65 anys o més.
L'edat mediana era de 37 anys. Per cada 100 dones de 18 o més anys hi havia 98,5 homes.
La renda mediana per habitatge era de 127.905 $ i la renda mediana per família de 133.462 $. Els homes tenien una renda mediana de 0 $ mentre que les dones 49.605 $. La renda per capita de la població era de 51.066 $. Aproximadament el 0,7% de les famílies i l'1,7% de la població estaven per davall del llindar de pobresa.

## Poblacions properes
El següent diagrama mostra les poblacions més properes.